# Below the Belt
Below The Belt es el quinto álbum de estudio de la banda canadiense de hard rock Danko Jones. Fue lanzado el 11 de mayo de 2010 en Canadá y el 18 de mayo de 2010 en Estados Unidos.

## Lista de canciones
| N.º     | Título                        | Duración |  |
| 1.      | «I Think Bad Thoughts»        | 3:31     |  |
| 2.      | «Active Volcanoes»            | 3:35     |  |
| 3.      | «Tonight Is Fine»             | 4:20     |  |
| 4.      | «Magic Snake»                 | 3:19     |  |
| 5.      | «Had Enough»                  | 3:42     |  |
| 6.      | «(I Can't Handle) Moderation» | 3:03     |  |
| 7.      | «Full Of Regret»              | 3:57     |  |
| 8.      | «The Sore Loser»              | 2:59     |  |
| 9.      | «Like Dynamite»               | 3:14     |  |
| 10.     | «Apology Accepted»            | 3:29     |  |
| 11.     | «I Wanna Break Up With You»   | 4:55     |  |
| 40 mins |                               |          |  |

| Digipak bonus track |                           |          |  |
| N.º                 | Título                    | Duración |  |
| 12.                 | «Guest List Blues»        | 3:20     |  |
| 13.                 | «Rock N Roll Proletariat» | 3:37     |  |
| 46 mins             |                           |          |  |

| iTunes bonus track |                               |          |  |
| N.º                | Título                        | Duración |  |
| 12.                | «Guest List Blues»            | 3:20     |  |
| 13.                | «Rock N Roll Proletariat»     | 3:37     |  |
| 14.                | «The Kids Don't Want To Rock» | 3:27     |  |
| 49 mins            |                               |          |  |

## Sencillos
| Año  | Sencillo         | Chart                  | Posición |
| ---- | ---------------- | ---------------------- | -------- |
| 2010 | "Full of Regret" | Mainstream Rock Tracks | #34      |

## Créditos
- Productor y mezlas: Matt DeMatteo.
- Grabación: Rogue Music Lab y Phase One en Toronto.
- Asistente de ingeniero: James Paul.
- Mezclas: High Studios in Montreal.
- Masterización: Brian Gardner en Bernie Grundman, Los Ángeles.
- Ingeniero sonido ambiente: Corey Shields.[3]